# Kreis Lippe
Der Kreis Lippe ist ein Kreis im Regierungsbezirk Detmold (Ostwestfalen-Lippe) im Nordosten Nordrhein-Westfalens. Kreisstadt ist Detmold.
Der Kreis steht in der Tradition des ehemaligen Landes Lippe, das 1947 Nordrhein-Westfalen beitrat und seither (neben nördlichem Rheinland und Westfalen) dessen dritten Landesteil bildet. Symbolisiert wird diese Stellung durch die Lippische Rose im Wappen Nordrhein-Westfalens. Der Name des Kreises leitet sich von dem bis 1918 regierenden Herrscherhaus her, dessen Stammsitz sich am Fluss Lippe befand, welcher das Kreisgebiet jedoch nicht berührt.

## Nachbarkreise
Der Kreis Lippe grenzt im Uhrzeigersinn im Nordosten beginnend an die Landkreise Schaumburg, Hameln-Pyrmont und Holzminden (alle in Niedersachsen), an die Kreise Höxter, Paderborn und Gütersloh, an die kreisfreie Stadt Bielefeld sowie an die Kreise Herford und Minden-Lübbecke (alle in Nordrhein-Westfalen). Somit hat es zu allen Landkreisen in Ostwestfalen eine gemeinsame Grenze.

## Gemeinden
Der Kreis Lippe setzt sich aus folgenden zehn Städten und sechs Gemeinden zusammen (in Klammern die Einwohnerzahlen vom 31. Dezember 2023):
| Name                  | Einwohner | Fläche      | Einw./km² | Status                         | AGS        |
| --------------------- | --------- | ----------- | --------- | ------------------------------ | ---------- |
| Augustdorf            | 09883     | 0042.18 km² | 234       | kreisangehörige Gemeinde       | 05 766 004 |
| Bad Salzuflen         | 054.108   | 0100.05 km² | 541       | mittlere kreisangehörige Stadt | 05 766 008 |
| Barntrup              | 00.8302   | 0059.46 km² | 140       | kreisangehörige Stadt          | 05 766 012 |
| Blomberg              | 015.562   | 0099.10 km² | 157       | kreisangehörige Stadt          | 05 766 016 |
| Detmold               | 074.229   | 0129.39 km² | 574       | große kreisangehörige Stadt    | 05 766 020 |
| Dörentrup             | 00.7500   | 0049.79 km² | 151       | kreisangehörige Gemeinde       | 05 766 024 |
| Extertal              | 011.353   | 0092.49 km² | 123       | kreisangehörige Gemeinde       | 05 766 028 |
| Horn-Bad Meinberg     | 017.375   | 0090.15 km² | 193       | kreisangehörige Stadt          | 05 766 032 |
| Kalletal              | 013.330   | 0112.42 km² | 119       | kreisangehörige Gemeinde       | 05 766 036 |
| Lage                  | 034.936   | 0076.04 km² | 459       | mittlere kreisangehörige Stadt | 05 766 040 |
| Lemgo                 | 039.895   | 0100.85 km² | 396       | mittlere kreisangehörige Stadt | 05 766 044 |
| Leopoldshöhe          | 017.204   | 0036.93 km² | 466       | kreisangehörige Gemeinde       | 05 766 048 |
| Lügde                 | 00.9294   | 0088.64 km² | 105       | kreisangehörige Stadt          | 05 766 052 |
| Oerlinghausen         | 017.228   | 0032.69 km² | 527       | kreisangehörige Stadt          | 05 766 056 |
| Schieder-Schwalenberg | 00.8124   | 0060.04 km² | 135       | kreisangehörige Stadt          | 05 766 060 |
| Schlangen             | 00.9290   | 0075.97 km² | 122       | kreisangehörige Gemeinde       | 05 766 064 |
|                       | 347.613   | 1246.19 km² | 279       | Kreis Lippe                    | 05 766     |

(Einwohnerzahlen vom 31. Dezember 2023)

Diese 16 Kommunen werden im Zentrum des Wappens durch die 16 gelben Punkte dargestellt. Bad Salzuflen, Lage und Lemgo sind mittlere kreisangehörige Städte, Detmold ist eine große kreisangehörige Stadt.

## Geschichte
Siehe hierzu auch: Lippe (Land) und Haus Lippe.
Der Kreis steht in der Tradition des früheren Territoriums im Heiligen Römischen Reich und des späteren deutschen Bundesstaates Lippe. Die im 12. Jahrhundert erstmals urkundlich erwähnten Herren zur Lippe bauten hier ihr Herrschaftsgebiet auf, wurden 1529 zu Reichsgrafen und 1789 zu Reichsfürsten erhoben. 1815 trat Lippe dem Deutschen Bund bei und war von 1871 bis 1945 Gliedstaat des Deutschen Reiches, seit 1918 als Freistaat. Seit 1932 bestanden als Verwaltungseinheiten die Kreise Detmold und Lemgo, denen 1934 auch die zuvor kreisfreien Städte Detmold und Lemgo zugeordnet wurden.
Am 21. Januar 1947 wurde der Freistaat Lippe durch die Militärverordnung Nr. 77 der britischen Besatzungsmacht mit dem Land Nordrhein-Westfalen vereinigt. Am 1. April 1947 wurde aus dem westfälischen Regierungsbezirk Minden und Lippe der neue Regierungsbezirk Minden-Lippe mit Sitz in Detmold gebildet (ab 2. Juni 1947 Regierungsbezirk Detmold). 1949 traten die vom nordrhein-westfälischen Landtag am 5. November 1948 verabschiedeten Gesetze – aufbauend auf den sogenannten Lippischen Punktationen – zur Regelung der Vereinigung des Landes Lippe mit dem Land Nordrhein-Westfalen in Kraft, woraufhin der Landesverband Lippe gebildet wurde. Die Gemeinden Lipperode und Cappel wurden dem Kreis Lippstadt zugeordnet.
1969 und 1970 erfolgte eine Neugliederung der Gemeinden in den Kreisen Lemgo (am 1. Januar 1969 durch das Lemgo-Gesetz) und Detmold (am 1. Januar 1970 durch das Detmold-Gesetz). Aus ehemals 168 selbständigen lippischen Städten und Gemeinden wurden 16 Städte und Gemeinden gebildet. Die Stadt Lügde und die Gemeinden Harzberg und Kempen-Feldrom fielen dem Kreis Detmold, die lippische Exklave Grevenhagen dem Kreis Höxter zu. Im Bielefeld-Gesetz wurden die bisherigen Kreise Lemgo und Detmold mit Wirkung vom 1. Januar 1973 zum Kreis Lippe mit Sitz in Detmold zusammengelegt.
Dieser Kreis stimmt in seiner territorialen Ausdehnung weitgehend mit der ehemaligen Herrschaft/Grafschaft/Fürstentum und Land Lippe überein und kann daher auf eine annähernd 900-jährige kontinuierliche Geschichte zurückblicken und kurz als „Lippe“, beziehungsweise als das „Lipperland“ aufgefasst werden.

### Einwohnerentwicklung

Einwohnerentwicklung von 1975 bis 2016

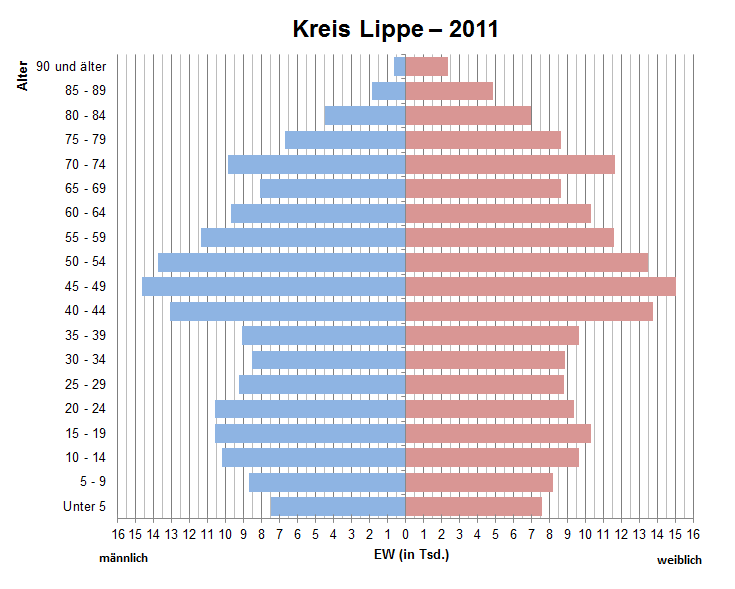
Bevölkerungspyramide für den Kreis Lippe (Datenquelle: Zensus 2011)

| Jahr | Einwohner |
| ---- | --------- |
| 1975 | 323.270   |
| 1980 | 328.064   |
| 1985 | 323.160   |
| 1990 | 340.202   |
| 1995 | 360.471   |
| 2000 | 365.006   |

| Jahr | Einwohner |
| ---- | --------- |
| 2005 | 360.858   |
| 2010 | 351.158   |
| 2015 | 350.750   |
| 2020 | 346.970   |
| 2022 | 350.588   |

### Konfessionsstatistik
Gemäß dem Zensus 2011 waren 51,0 % der Einwohner evangelisch, 12,5 % römisch-katholisch und 36,5 % waren konfessionslos, gehörten einer anderen Glaubensgemeinschaft an oder machten keine Angabe.  Der Anteil der Protestanten und Katholiken an der Gesamtbevölkerung ist seitdem jährlich um 1 Prozentpunkt gesunken.  Gemäß dem Zensus 2022 waren (2022) 40,5 % der Einwohner evangelisch, 10,8 % katholisch und 48,7 % waren konfessionslos, gehörten einer anderen Glaubensgemeinschaft an oder machten keine Angabe.
Laut kirchlicher Statistik der Lippischen Landeskirche gehörten am Jahresende 2022 140.276 Menschen (40,3 % der Gesamtbevölkerung) der Lippischen Landeskirche an, am Jahresende 2023 waren 135.423 Menschen (39,0 % der Gesamtbevölkerung) Mitglied der Lippischen Landeskirche und am Jahresende 2024 waren 130.705 Menschen (37,7 % der Gesamtbevölkerung) Mitglied der Lippischen Landeskirche.

## Politik

### Oberkreisdirektoren
- 1. Januar 1973 bis 30. Juni 1973: Hellmuth Krüger (beauftragter Oberkreisdirektor)
- 1. Juli 1973 bis 14. Juli 1985: Hilmar Lotz
- 15. Juli 1985 bis 14. Juli 1993: Udo-Paul Haase
- 15. Juli 1993 bis 30. September 1999: Helmut Kauther

Zum 1. Oktober 1999 erfolgte im Rahmen der Kommunalverfassungsreform eine Zusammenfassung des hauptamtlichen Oberkreisdirektors mit dem ehrenamtlichen Landrat zum hauptamtlichen Landrat, daher gibt es seit dem 1. Oktober 1999 keinen Oberkreisdirektor mehr.
Stadtratswahl 2020

### Landräte
- 1973–1985: Heinz Wegener, SPD
- 1985–1990: Hans Budde, SPD
- 1991–1999: Hans Pohl, SPD
- 1999–2015: Friedel Heuwinkel, CDU
- seit 2015: Axel Lehmann, SPD

### Kreistag
- Linke: 2
- Grüne: 12
- SPD: 18
- FW: 2
- CDU: 17
- FDP: 4
- Aufbruch C: 2
- AfD: 3

Durch die Wahl 2014 haben die FREIEN WÄHLER ihren Fraktionsstatus verloren. Nach gescheiterten Verhandlungen mit der AfD über die Bildung einer gemeinsamen Fraktion und ihrem Ausschluss aus der Wählergruppe haben die beiden Mandatsträger sich der CDU-Fraktion angeschlossen.
CDU (+ FREIE WÄHLER), GRÜNE und FDP bildeten eine Koalition.
2020 zog mit der Kommunalwahl Aufbruch C als neue Partei und in den Kreistag ein. SPD und GRÜNE haben für die Wahlperiode 2020–2025 eine Koalition gebildet.

### Wappen, Flagge und Banner

Banner Kreis Lippe

Das Wappen des Kreises zeigt in Silber (weiß) eine rote fünfblättrige Rose mit goldenen (gelben) Butzen und goldenen (gelben) Kelchblättern (siehe Lippische Rose).
Der 1973 im Zuge der kommunalen Gebietsreform gebildete Kreis Lippe führt mit Genehmigung vom 17. Juli 1973 die lippische Rose in seinem Wappen. Historisch gesehen ist die Rose seit Jahrhunderten Wappensymbol für die Herrschaft, die Grafschaft, das Fürstentum und den Freistaat Lippe. Seit der Zusammenlegung der beiden Kreise Detmold und Lemgo stimmt das Gebiet des Kreises Lippe im Wesentlichen mit dem des ehemaligen Landes Lippe überein. Es lag daher nahe, mit Rücksicht auf die gemeinsame Geschichte von ungewöhnlicher Kontinuität über nahezu acht Jahrhunderte die lippische Rose als neues Kreiswappen vorzusehen. Die 16 goldenen Staubgefäße symbolisieren die Städte und Gemeinden des neuen Kreises Lippe.
Der Kreis führt eine Flagge mit den Farben Gelb und Rot, längsgestreift, mit dem zur Stange verschobenen Kreiswappen sowie ein Banner mit den Farben Gelb und Rot, längsgestreift mit dem Kreiswappen in der oberen Hälfte. (§ 2 der Hauptsatzung des Kreises)

## Infrastruktur und Wirtschaft
Im Zukunftsatlas 2016 belegte der Kreis Lippe Platz 236 von 402 Landkreisen, Kommunalverbänden und kreisfreien Städten in Deutschland und zählt damit zu den Regionen mit „ausgeglichenem Chancen-Risiko Mix“ für die Zukunft.

### Hochschulen
Hochschulstädte in Lippe sind Detmold und Lemgo. In Detmold ist der Sitz der Hochschule für Musik. In Lemgo befindet sich der Hauptsitz der Technischen Hochschule Ostwestfalen-Lippe; sie hat in Lippe einen weiteren Standort in Detmold und außerhalb von Lippe in Höxter.
In Horn-Bad Meinberg befindet sich das Europäische Zentrum für universitäre Studien der Senioren Ostwestfalen-Lippe.

### Außeruniversitäre Forschungseinrichtungen

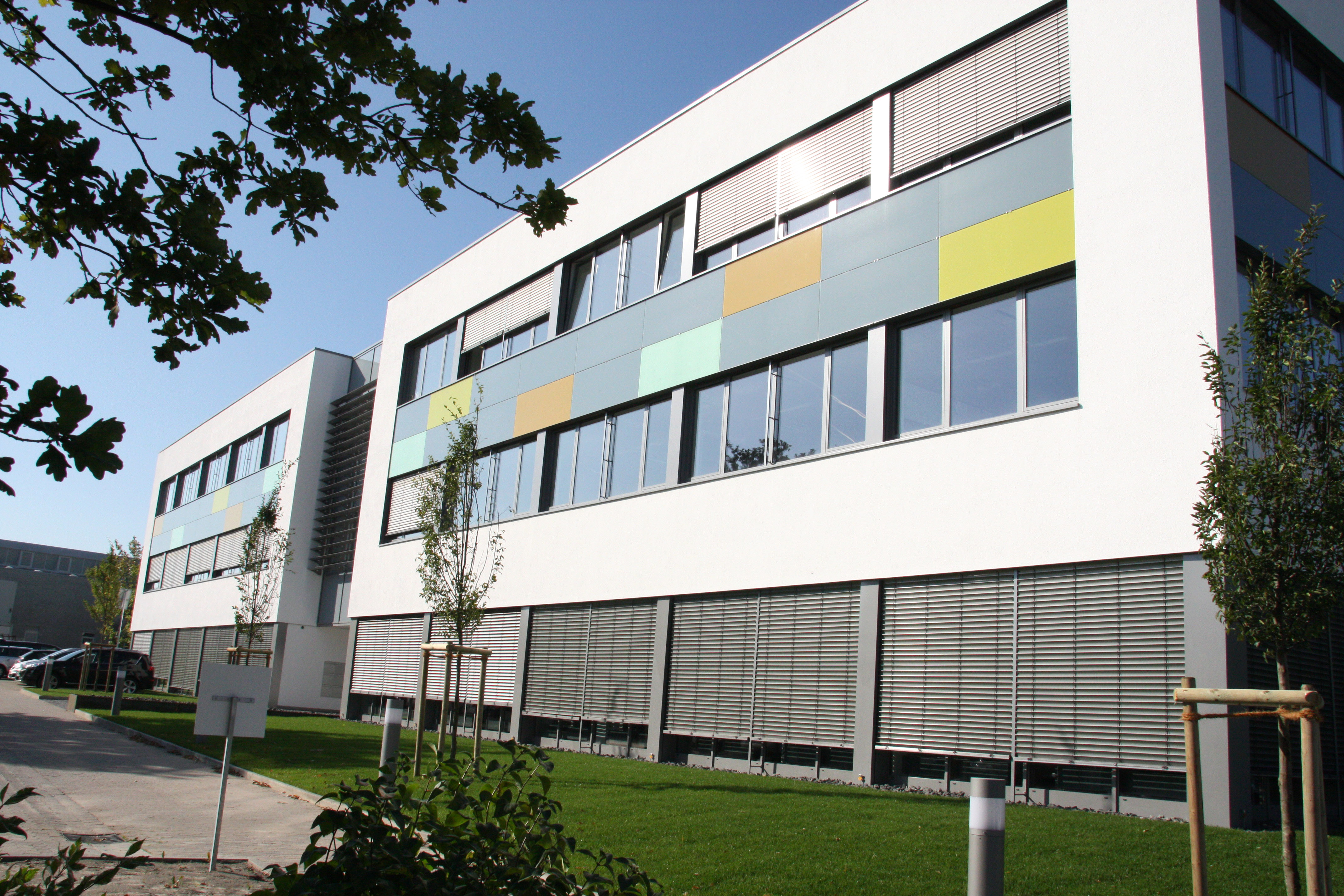
Im Gebäude des Centrum Industrial IT (CIIT) auf dem Campus Lemgo der Hochschule OWL findet sich die Dependance der Fraunhofer-Gesellschaft

Als außeruniversitäre Forschungseinrichtungen finden sich in Detmold das Max Rubner-Institut mit dem Institut für Sicherheit und Qualität von Getreide und in Lemgo die Fraunhofer-Gesellschaft mit dem Fraunhofer IOSB-INA.
Das Gebäude, in dem sich das Fraunhofer-Institut befindet, steht auf dem Innovation Campus Lemgo und wurde im Rahmen einer public-private partnership von Privatinvestoren errichtet. Die dort angesiedelte Forschung hat den Schwerpunkt der IT-basierten Automation.

### Förderung der Bildung, Wissenschaft und Forschung sowie Kultur
Zur Förderung von Bildung, Wissenschaft und Forschung sowie Kultur hat der Kreis Lippe 2001 die Stiftung Standortsicherung Kreis Lippe gegründet. Auf diesem Gebieten ist ebenfalls der Landesverband Lippe fördernd tätig.

### Innovation Campus Lemgo
Im Jahre 2016 wurde mit dem Innovation Campus Lemgo ein neues Großprojekt gestartet.

### Verkehr

#### Flugplätze und Flughäfen
Der Flugplatz Oerlinghausen ist ein großer Segelflugplatz, auf dem auch kleine Motorflugzeuge starten und landen. Ein weiterer Flugplatz ist der Flugplatz Detmold. Nahe Blomberg befindet sich der Flugplatz Blomberg-Borkhausen.
Die nächstgelegenen Flughäfen außerhalb des Kreisgebiets sind die Flughäfen Paderborn/Lippstadt, Dortmund, Münster/Osnabrück und Hannover.

#### Eisenbahn
Der Kreis Lippe wird von den beiden Bahnstrecken Lager Bahn, Herford–Paderborn und der S-Bahn Hannover erschlossen. Die Bedienung im Personennahverkehr erfolgt durch die Zugläufe
- RB 72 „Ostwestfalenbahn“ Paderborn–Detmold–Lage-Bad Salzuflen–Herford (täglich im Stundentakt)
- RE 82 „Der Leineweber“ (Altenbeken–) Detmold–Bielefeld (im Stundentakt, sonntags alle zwei Stunden),
- RB 73 „Der Lipperländer“ Lemgo–Lage-Oerlinghausen–Bielefeld (im Stundentakt),
- Linie 5 der S-Bahn Hannover (Hannover-Flughafen – Hannover – Hameln – Schieder – Steinheim (Westf.) – Altenbeken – Paderborn).

Durchgeführt wird der Schienenpersonennahverkehr von der Eurobahn und auf der S-Bahnlinie 5 von der Transdev Hannover.

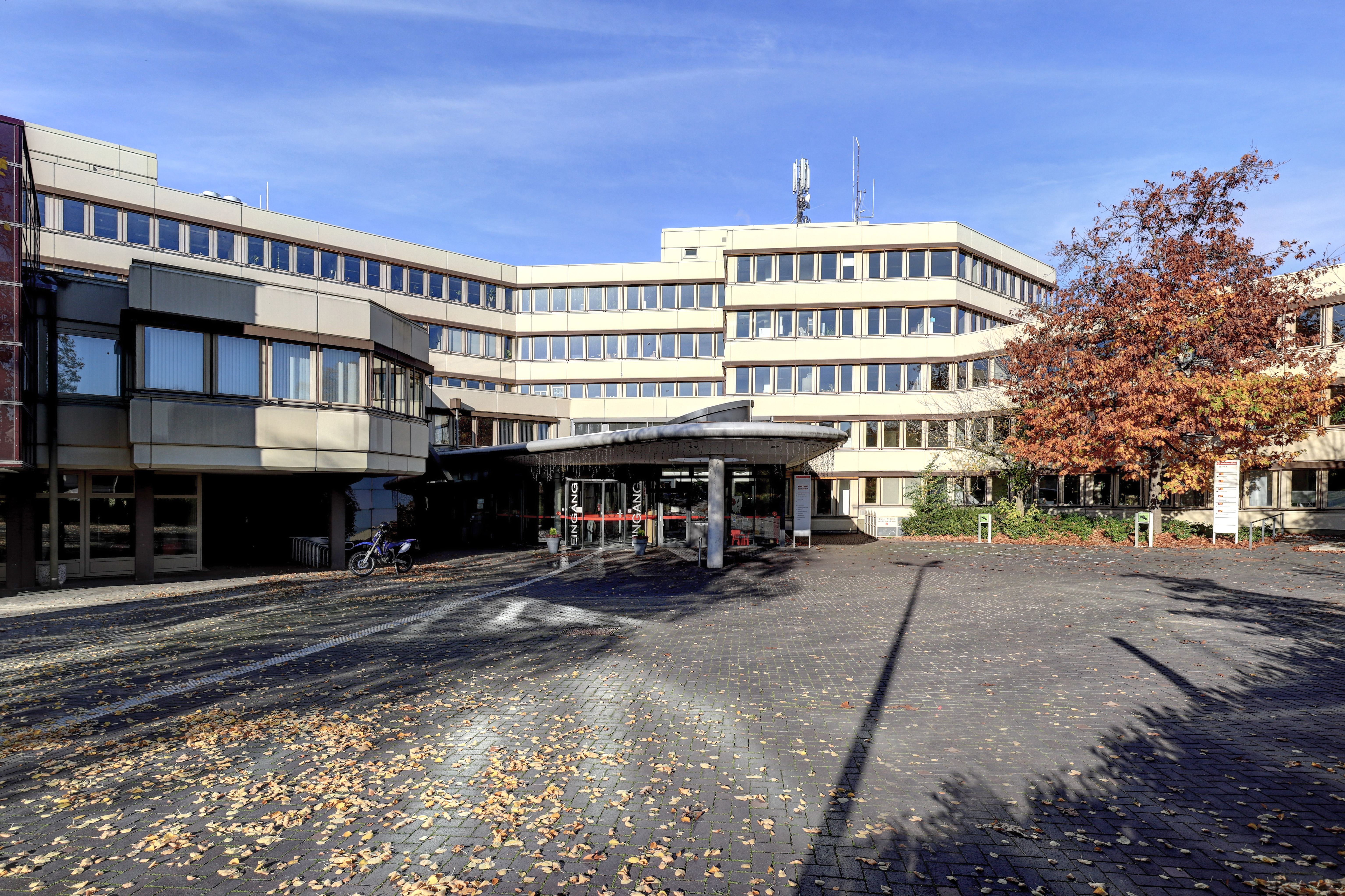
Kreishaus in Detmold

#### Straßen
Der Kreis Lippe wird im Nordwesten von der Bundesautobahn 2 Dortmund–Hannover zwischen Bielefeld und Herford berührt. Die Bundesautobahn 33 im Sennegebiet von Bielefeld nach Paderborn führt westlich am Kreisgebiet vorbei.
Innerhalb des Kreises Lippe verlaufen die B 1, B 66, B 238, B 239 und die B 252.
Als weitere wichtige Straßen gelten noch die Ostwestfalenstraße und die Extertalstraße.
Der Kreistag hat 2006 beschlossen, ein Projekt zum Public Private Partnership auszuschreiben. Es wird beabsichtigt, den Straßenbau, den Straßenbetrieb und die Straßenunterhaltung des Kreises zu privatisieren. Innerhalb der Bevölkerung ist dieses Vorhaben umstritten, es hat sich hierzu eine Initiativgruppe zum Bürgerbegehren gebildet. In seiner Sitzung am 6. November 2006 hat der Kreistag das Bürgerbegehren als unzulässig zurückgewiesen.

#### Fahrrad
Das Kreisgebiet wird von mehreren Radfernwegen und lokalen Radwegen durchkreuzt, unter anderem von der Wellness-Route und den „BahnRadRouten“ Hellweg–Weser und Weser–Lippe, sowie dem Europaradweg R1 von Boulogne-sur-Mer am Atlantik bis St. Petersburg in Russland. Der Kreis ist Mitglied in der Arbeitsgemeinschaft fußgänger- und fahrradfreundlicher Städte, Gemeinden und Kreise in Nordrhein-Westfalen, ebenso wie die kreisangehörige Stadt Lemgo.

### Landwirtschaft
Die landwirtschaftliche Nutzung fällt in den einzelnen Regionen Lippes ganz unterschiedlich aus: Während in Augustdorf nur 2,8 % der Katasterfläche landwirtschaftlich genutzt werden, sind es in Leopoldshöhe 81 %. Dieser Unterschied ist vor allem auf den Teutoburger Wald zurückzuführen, denn alle Regionen, die direkt an der Bergkette liegen, haben nur eine geringe landwirtschaftlich genutzte Fläche (Augustdorf: 2,8 %, Oerlinghausen 12,2 %, Schlangen 13,8 %). In Augustdorf und Schlangen tritt als weitere Einschränkung hinzu, dass ein erheblicher Teil des jeweiligen Gemeindegebiets vom Truppenübungsplatz Senne eingenommen wird.

### Gesundheitswesen
| Krankenhaus | Sitz          | Betten                 |
| --- | ------------- | ---------------------- |
| Klinikum Lippe (ehemals Krankenhaus Lippe-Detmold) gehört zum Kreis Lippe und besitzt Betriebsstätten in Lemgo und Bad Salzuflen                                                                                                | Detmold       | 1362                   |
| Median Klinik NRZ Bad Salzuflen (Neurologisches Zentrum; Flachsheide) | Bad Salzuflen | 0030                   |
| Ameos Lippische Nervenklinik Dr. Spernau (LNK) (psychiatrisch-psychotherapeutisches Akutkrankenhaus) | Bad Salzuflen | 0101                   |
| GPZ Lippe (Gemeindepsychiatrisches Zentrum, Klinik für Psychiatrie und Psychotherapie) mit einer Tagesklinik in Lage gehört zum Landschaftsverband Westfalen-Lippe (Münster) und zur Gesundheitsholding Lippe des Kreises Lippe | Detmold, Lage | 0064 (nur Tagesklinik) |
| Gesamt |               | 1557                   |

Daneben unterhält das Klinikum Lippe im Gesundheitszentrum in Bad Salzuflen-Schötmar eine Betriebsstelle für Kinder- und Jugendpsychiatrie mit 48 Betten.
Außerhalb des Krankenhausplanung gibt es noch zahlreiche Rehabilitationskliniken:
Bad Salzuflen
- Median Klinik am Burggraben
- Median Klinik NRZ Bad Salzuflen Flachsheide (zum Teil Akutkrankenhaus, Fachkrankenhaus für Neurologie)
- Reha-Klinik Lipperland (Klinik Lipperland, Klinik am Lietholz, Klinik Sophienhaus), Träger ist die Deutsche Rentenversicherung Bund
- Salzetalklinik, Träger ist die Deutsche Rentenversicherung Westfalen
- Salinenklinik am Park, private Rehaklinik

Extertal-Laßbruch
- Oberbergklinik Weserbergland, Klinik für Psychotherapie, Psychiatrie und Psychosomatik

Horn-Bad Meinberg
- MediClin Rose Klinik
- Dr. Becker Brunnen-Klinik, private Rehaklinik für Psychotherapie, Psychiatrie und Psychosomatik

## Medien
Radio Lippe ist das private Lokalradio für den Kreis. Neben selbst produzierten Sendungen übernimmt es das Rahmenprogramm von Radio NRW.
Der WDR unterhält in Detmold ein Büro, das zum WDR-Studio Bielefeld gehört und Radio- und Fernsehbeiträge für den gesamten WDR und die ARD produziert.
Die Lippische Landes-Zeitung ist die einzige werktäglich kreisweit erscheinende Lokalzeitung. Die Stadt Lügde und ihre Ortsteile zählt auch zum Verbreitungsgebiet der Tageszeitung Pyrmonter Nachrichten, einer Lokalausgabe der Deister- und Weserzeitung, Hameln. Und in der Gemeinde Schlangen erscheint neben der LZ auch das Westfälische Volksblatt, eine Lokalausgabe des Westfalen-Blattes.
Im Rahmen des Landesmediengesetzes haben Interessierte die Möglichkeit, eigene Radioproduktionen im Bürgerfunk von Radio Lippe auszustrahlen. Für diese Produktionen stehen ehrenamtlich organisierte Radiowerkstätten frei zugänglich zur Verfügung (in Detmold und in Hörste).

## Kfz-Kennzeichen
Bei der Bildung des neuen Kreises wurde diesem am 1. Januar 1973 das Unterscheidungszeichen DT des ehemaligen Kreises Detmold zugeteilt. Am 1. November 1990 wurde dem Kreis das neue Unterscheidungszeichen LIP zugewiesen. Dieses wird durchgängig bis heute ausgegeben. Beide früheren Unterscheidungskennzeichen LE (Altkreis Lemgo) und DT (Altkreis Detmold) wurden bisher nicht wieder eingeführt. Es ist tradiert, dass sich mit der Einführung des LIP-Kennzeichens 1990 lange Schlangen vor der Zulassungsstelle gebildet hatten, da der Kreis Lippe mit dem Kennzeichen LIP als Nachfolger des identitätsstiftenden ehemaligen Landes Lippe angesehen wurde – nahezu jeder Lipper wollte ein Lipper Kennzeichen.

## Sonstiges
- Der Kreis ist bekannt für viele Erholungszentren und touristische Ziele, wie Deutschlands höchste Statue, das Hermannsdenkmal bei Detmold-Hiddesen, und die Externsteine bei Horn-Bad Meinberg.
- Besondere Anziehungspunkte sind das Westfälische Freilichtmuseum Detmold, das Lippische Landesmuseum Detmold und das Weserrenaissance-Museum Schloss Brake in Lemgo.
- Im Sport ist der Kreis Lippe besonders durch den Handball bekannt: Der TBV Lemgo spielt seit der Saison 1983/84 in der Handball-Bundesliga der Männer, in der Frauen-Bundesliga ist die HSG Blomberg-Lippe vertreten.
- In den Kreis Lippe zogen nach dem Zerfall der Sowjetunion viele Aussiedler, vor allem Russlanddeutsche und Russlandmennoniten. Integrationsprojekte werden häufig auf OWL-Ebene in Kooperation mit Projekten und Migrantenselbstorganisationen durchgeführt.
- Kulinarische Spezialitäten des Lipperlandes sind Wacholderschnaps (u. a. Lipper Schütze) und Pickert.
- Keine kulinarische Spezialität ist hingegen die Lippische Erfrischung, die lediglich eine humorvolle Umschreibung für ein geöffnetes Fenster ist und – ähnlich wie der Schottenwitz – mit der sprichwörtlichen Sparsamkeit der Bewohner dieser Gegend spielt. So sollen die Lipper den Kupferdraht erfunden haben, weil sie den Pfennig so oft umgedreht hätten, bis daraus eben der Kupferdraht geworden sei.
- Gerhard Schröder, der siebte Bundeskanzler der Bundesrepublik Deutschland, wurde 1944 in Mossenberg (heute Stadtteil von Blomberg) geboren und wuchs in Lippe auf. Dort besuchte er die Volksschule und absolvierte eine Lehre als Einzelhandelskaufmann in Lemgo.[20]
- Frank-Walter Steinmeier,  Bundespräsident von Deutschland, wurde in Detmold geboren und wuchs in Brakelsiek (heute Stadtteil von Schieder-Schwalenberg) auf.
- Seit 2008 gehört das gesamte Kreisgebiet zum Naturpark Teutoburger Wald / Eggegebirge.
- Die Einwohner des Landes werden Lipper[21] und Lipperinnen genannt und nicht Lipperaner[22], wie es manchmal falsch zu lesen ist.